# Lößnitzbach (Zwickauer Mulde)
Der Lößnitzbach ist ein etwa 10 km langer, rechter Nebenfluss der Zwickauer Mulde im sächsischen Erzgebirge. Sein Oberlauf wird auch Affalterbach genannt.

## Verlauf
Der Bach entspringt im Lößnitzer Ortsteil Streitwald. Von dort fließt der Bach überwiegend Richtung Südwest. Zuerst durchfließt er Affalter, nach welchem das obere Stück auch Affalterbach genannt wird. Das Waldhufendorf erstreckt sich mit seinen Gebäuden auf etwa 4 km entlang des Baches. Nach einer kleinen Biegung passiert er den Ortskern der um 1170 gegründeten Bergstadt Lößnitz südlich. Bei Niederlößnitz nimmt er von links den Aubach auf.
Anschließend zwängt er sich zusammen mit der B 169 und der Bahnstrecke Chemnitz–Adorf durch ein tiefes Tal, das der Bach in die Kontaktzone des Granitkörpers von Aue geschnitten hat.
Der Lößnitzbach, sowie der zufließende Aubach und dessen Zuflüsse Hintere Aue, Vordere Aue und Dittersdorfer Bach, haben das Gelände stark geformt. Mulden- und Kerbsohlentäler machen einen Großteil der Fläche aus, so dass das Gebiet auch als Lößnitzgetäle bezeichnet wird. Der Naturraum heißt Lößnitzer Täler- und Riedelgebiet.
Nachdem sich die Talung öffnet fließt er in unmittelbarer Nähe des Erzgebirgsstadions, Heimspielstätte von Erzgebirge Aue, vorbei. Nördlich des Auer Ortsteils Zelle, in etwa bei der Klosterkirche, mündet der verschleppte Flusslauf in die Zwickauer Mulde.

## Zuflüsse
- Karl-Neubert-Bächel (li)
- Hasenschwanzbach (re)
- Aubach (li)

## Wirtschaftliche Nutzung
Das Wasser des Baches wurde durch mehrere Mühlen genutzt. Nördlich von Lößnitz wird die Landrock-Mühle verzeichnet. Die Elias-Mühle stand kurz hinter dem Einlauf des Aubaches in Niederlößnitz. Noch etwa 200 m weiter südlich stand die Hammermühle und weitere 800 m flussabwärts eine Papiermühle, die 1584 aus einem stillgelegten Hammerwerk entstand.
Auch in Affalter sind mehrere, unbenannte Mühlen eingezeichnet.